# Herald Sun Tour 2020
Le  Herald Sun Tour 2020 est la 67e édition de cette course cycliste sur route masculine. Il a lieu du 5 février au 9 février 2020 dans l'État du Victoria, en Australie. Il fait partie du calendrier UCI Oceania Tour 2020 en catégorie 2.1.

## Présentation

### Équipes
Classé en catégorie 2.1 de l'UCI Oceania Tour, le Herald Sun Tour est par conséquent ouvert aux WorldTeams dans la limite de 50 % des équipes participantes, aux ProTeams, aux équipes continentales et aux équipes nationales.
| WorldTeams (4)- Mitchelton-Scott - EF Pro Cycling - Team Sunweb - Israel Start-Up Nation Équipes continentales (9)- Sapura - Team BridgeLane - St George Continental Cycling Team - Kinan Cycling Team - ARA Pro Racing Sunshine Coast - Oliver's Real Food - Aevolo - Black Spoke Pro Cycling Academy - Nero Continental Équipe nationale sponsorisée- Korda Mentha Real Estate Australia |
| |

## Étapes
| Étape     | Date   | Villes étapes                  | type                      | Distance (km) | Vainqueur d'étape | Leader du classement général |
| --------- | ------ | ------------------------------ | ------------------------- | ------------- | ----------------- | ---------------------------- |
| 1re étape | 5 fév. | Nagambie – Shepparton          | étape de plaine           | 120,7         | Alberto Dainese   | Alberto Dainese              |
| 2e étape  | 6 fév. | Beechworth – Falls Creek       | étape de moyenne montagne | 117,6         | Jai Hindley       | Jai Hindley                  |
| 3e étape  | 7 fév. | Bright (Victoria) – Wangaratta | étape vallonnée           | 178,1         | Kaden Groves      | Jai Hindley                  |
| 4e étape  | 8 fév. | Mansfield – mont Buller        | étape de moyenne montagne | 106,6         | Jai Hindley       | Jai Hindley                  |
| 5e étape  | 9 fév. | Melbourne – Melbourne          | étape de plaine           | 89,1          | Kaden Groves      | Jai Hindley                  |

## Déroulement de la course

### 1reétape
| \| Classement de l'étape \| Classement de l'étape \| Classement de l'étape \| Classement de l'étape \| Classement de l'étape \| \| Coureur \| Coureur \| Pays \| Équipe \| Temps \| \| --------------------- \| --------------------- \| --------------------- \| ---------------------------------- \| --------------------- \| \| 1er \| Alberto Dainese \| Italie \| Team Sunweb \| 2 h 36 min 42 s \| \| 2e \| Kaden Groves \| Australie \| Mitchelton-Scott \| + 0 s \| \| 3e \| Moreno Hofland \| Pays-Bas \| EF Pro Cycling \| + 0 s \| \| 4e \| Mihkel Räim \| Estonie \| Israel Start-Up Nation \| + 0 s \| \| 5e \| Godfrey Slattery \| Australie \| Korda Mentha Real Estate Australia \| + 0 s \| \| 6e \| Michael Rice \| Australie \| Hagens Berman Axeon \| + 0 s \| \| 7e \| Roy Eefting \| Pays-Bas \| Team Sapura Cycling \| + 0 s \| \| 8e \| Yasuharu Nakajima \| Japon \| Kinan Cycling Team \| + 0 s \| \| 9e \| Thomas Scully \| Nouvelle-Zélande \| EF Pro Cycling \| + 0 s \| |                   |                  |                                    |                 |
| |                   |                  |                                    |                 |
| |                   |                  |                                    |                 |
| Classement de l'étape |                   |                  |                                    |                 |
| Coureur | Coureur           | Pays             | Équipe                             | Temps           |
| 1er | Alberto Dainese   | Italie           | Team Sunweb                        | 2 h 36 min 42 s |
| 2e | Kaden Groves      | Australie        | Mitchelton-Scott                   | + 0 s           |
| 3e | Moreno Hofland    | Pays-Bas         | EF Pro Cycling                     | + 0 s           |
| 4e | Mihkel Räim       | Estonie          | Israel Start-Up Nation             | + 0 s           |
| 5e | Godfrey Slattery  | Australie        | Korda Mentha Real Estate Australia | + 0 s           |
| 6e | Michael Rice      | Australie        | Hagens Berman Axeon                | + 0 s           |
| 7e | Roy Eefting       | Pays-Bas         | Team Sapura Cycling                | + 0 s           |
| 8e | Yasuharu Nakajima | Japon            | Kinan Cycling Team                 | + 0 s           |
| 9e | Thomas Scully     | Nouvelle-Zélande | EF Pro Cycling                     | + 0 s           |

| \| Classement général \| Classement général \| Classement général \| Classement général \| Classement général \| \| Coureur \| Coureur \| Pays \| Équipe \| Temps \| \| ------------------ \| ------------------ \| ------------------ \| ---------------------------------- \| ------------------ \| \| 1er \| Alberto Dainese \| Italie \| Team Sunweb \| 2 h 36 min 42 s \| \| 2e \| Kaden Groves \| Australie \| Mitchelton-Scott \| + 4 s \| \| 3e \| Moreno Hofland \| Pays-Bas \| EF Pro Cycling \| + 6 s \| \| 4e \| Roy Eefting \| Pays-Bas \| Team Sapura Cycling \| + 7 s \| \| 5e \| Ben Hill \| Australie \| Team BridgeLane \| + 7 s \| \| 6e \| Craig Wiggins \| Australie \| St George Continental Cycling Team \| + 9 s \| \| 8e \| Mihkel Räim \| Estonie \| Israel Start-Up Nation \| + 10 s \| \| 9e \| Godfrey Slattery \| Australie \| Korda Mentha Real Estate Australia \| + 10 s \| \| 10e \| Michael Rice \| Australie \| Hagens Berman Axeon \| + 10 s \| |                  |           |                                    |                 |
| |                  |           |                                    |                 |
| |                  |           |                                    |                 |
| Classement général |                  |           |                                    |                 |
| Coureur | Coureur          | Pays      | Équipe                             | Temps           |
| 1er | Alberto Dainese  | Italie    | Team Sunweb                        | 2 h 36 min 42 s |
| 2e | Kaden Groves     | Australie | Mitchelton-Scott                   | + 4 s           |
| 3e | Moreno Hofland   | Pays-Bas  | EF Pro Cycling                     | + 6 s           |
| 4e | Roy Eefting      | Pays-Bas  | Team Sapura Cycling                | + 7 s           |
| 5e | Ben Hill         | Australie | Team BridgeLane                    | + 7 s           |
| 6e | Craig Wiggins    | Australie | St George Continental Cycling Team | + 9 s           |
| 8e | Mihkel Räim      | Estonie   | Israel Start-Up Nation             | + 10 s          |
| 9e | Godfrey Slattery | Australie | Korda Mentha Real Estate Australia | + 10 s          |
| 10e | Michael Rice     | Australie | Hagens Berman Axeon                | + 10 s          |

### 2eétape
| \| Classement de l'étape \| Classement de l'étape \| Classement de l'étape \| Classement de l'étape \| Classement de l'étape \| \| Coureur \| Coureur \| Pays \| Équipe \| Temps \| \| --------------------- \| --------------------- \| --------------------- \| --------------------- \| --------------------- \| \| 1er \| Jai Hindley \| Australie \| Team Sunweb \| 3 h 06 min 29 s \| \| 2e \| Damien Howson \| Australie \| Mitchelton-Scott \| + 0 s \| \| 3e \| Sebastian Berwick \| Australie \| \| + 0 s \| \| 4e \| Neilson Powless \| États-Unis \| EF Pro Cycling \| + 13 s \| \| 5e \| Michael Storer \| Australie \| Team Sunweb \| + 37 s \| \| 6e \| Jesse Ewart \| Australie \| Team Sapura Cycling \| + 49 s \| \| 7e \| James Whelan \| Australie \| EF Pro Cycling \| + 1 min 01 s \| \| 8e \| Jay Vine \| Australie \| Nero Continental \| + 1 min 01 s \| \| 9e \| Thomas Lebas \| France \| Kinan Cycling Team \| + 1 min 05 s \| \| 10e \| Robert Power \| Australie \| Team Sunweb \| + 1 min 09 s \| |                   |            |                     |                 |
| |                   |            |                     |                 |
| |                   |            |                     |                 |
| Classement de l'étape |                   |            |                     |                 |
| Coureur | Coureur           | Pays       | Équipe              | Temps           |
| 1er | Jai Hindley       | Australie  | Team Sunweb         | 3 h 06 min 29 s |
| 2e | Damien Howson     | Australie  | Mitchelton-Scott    | + 0 s           |
| 3e | Sebastian Berwick | Australie  |                     | + 0 s           |
| 4e | Neilson Powless   | États-Unis | EF Pro Cycling      | + 13 s          |
| 5e | Michael Storer    | Australie  | Team Sunweb         | + 37 s          |
| 6e | Jesse Ewart       | Australie  | Team Sapura Cycling | + 49 s          |
| 7e | James Whelan      | Australie  | EF Pro Cycling      | + 1 min 01 s    |
| 8e | Jay Vine          | Australie  | Nero Continental    | + 1 min 01 s    |
| 9e | Thomas Lebas      | France     | Kinan Cycling Team  | + 1 min 05 s    |
| 10e | Robert Power      | Australie  | Team Sunweb         | + 1 min 09 s    |

| \| Classement général \| Classement général \| Classement général \| Classement général \| Classement général \| \| Coureur \| Coureur \| Pays \| Équipe \| Temps \| \| ------------------ \| ------------------ \| ------------------ \| ------------------- \| ------------------ \| \| 1er \| Jai Hindley \| Australie \| Team Sunweb \| 5 h 43 min 01 s \| \| 2e \| Damien Howson \| Australie \| Mitchelton-Scott \| + 4 s \| \| 3e \| Sebastian Berwick \| Australie \| \| + 6 s \| \| 4e \| Neilson Powless \| États-Unis \| EF Pro Cycling \| + 23 s \| \| 5e \| Michael Storer \| Australie \| Team Sunweb \| + 47 s \| \| 6e \| Jesse Ewart \| Australie \| Team Sapura Cycling \| + 59 s \| \| 7e \| James Whelan \| Australie \| EF Pro Cycling \| + 1 min 01 s \| \| 8e \| Jay Vine \| Australie \| Nero Continental \| + 1 min 01 s \| \| 9e \| Thomas Lebas \| France \| Kinan Cycling Team \| + 1 min 15 s \| \| 10e \| Robert Power \| Australie \| Team Sunweb \| + 1 min 19 s \| |                   |            |                     |                 |
| |                   |            |                     |                 |
| |                   |            |                     |                 |
| Classement général |                   |            |                     |                 |
| Coureur | Coureur           | Pays       | Équipe              | Temps           |
| 1er | Jai Hindley       | Australie  | Team Sunweb         | 5 h 43 min 01 s |
| 2e | Damien Howson     | Australie  | Mitchelton-Scott    | + 4 s           |
| 3e | Sebastian Berwick | Australie  |                     | + 6 s           |
| 4e | Neilson Powless   | États-Unis | EF Pro Cycling      | + 23 s          |
| 5e | Michael Storer    | Australie  | Team Sunweb         | + 47 s          |
| 6e | Jesse Ewart       | Australie  | Team Sapura Cycling | + 59 s          |
| 7e | James Whelan      | Australie  | EF Pro Cycling      | + 1 min 01 s    |
| 8e | Jay Vine          | Australie  | Nero Continental    | + 1 min 01 s    |
| 9e | Thomas Lebas      | France     | Kinan Cycling Team  | + 1 min 15 s    |
| 10e | Robert Power      | Australie  | Team Sunweb         | + 1 min 19 s    |

### 3eétape
| \| Classement de l'étape \| Classement de l'étape \| Classement de l'étape \| Classement de l'étape \| Classement de l'étape \| \| Coureur \| Coureur \| Pays \| Équipe \| Temps \| \| --------------------- \| --------------------- \| --------------------- \| ---------------------------------- \| --------------------- \| \| 1er \| Kaden Groves \| Australie \| Mitchelton-Scott \| 4 h 07 min 27 s \| \| 2e \| Alberto Dainese \| Italie \| Team Sunweb \| + 0 s \| \| 3e \| Mihkel Räim \| Estonie \| Israel Start-Up Nation \| + 0 s \| \| 4e \| Moreno Hofland \| Pays-Bas \| EF Pro Cycling \| + 0 s \| \| 5e \| Michael Rice \| Australie \| Hagens Berman Axeon \| + 0 s \| \| 6e \| Michael Freiberg \| Australie \| ARA Pro Racing Sunshine Coast \| + 2 s \| \| 7e \| Hayden McCormick \| Nouvelle-Zélande \| Black Spoke Pro Cycling Academy \| + 2 s \| \| 8e \| Omer Goldstein \| Israël \| Israel Start-Up Nation \| + 2 s \| \| 9e \| Godfrey Slattery \| Australie \| Korda Mentha Real Estate Australia \| + 2 s \| \| 10e \| Samuel Jenner \| Australie \| Team BridgeLane \| + 2 s \| |                  |                  |                                    |                 |
| |                  |                  |                                    |                 |
| |                  |                  |                                    |                 |
| Classement de l'étape |                  |                  |                                    |                 |
| Coureur | Coureur          | Pays             | Équipe                             | Temps           |
| 1er | Kaden Groves     | Australie        | Mitchelton-Scott                   | 4 h 07 min 27 s |
| 2e | Alberto Dainese  | Italie           | Team Sunweb                        | + 0 s           |
| 3e | Mihkel Räim      | Estonie          | Israel Start-Up Nation             | + 0 s           |
| 4e | Moreno Hofland   | Pays-Bas         | EF Pro Cycling                     | + 0 s           |
| 5e | Michael Rice     | Australie        | Hagens Berman Axeon                | + 0 s           |
| 6e | Michael Freiberg | Australie        | ARA Pro Racing Sunshine Coast      | + 2 s           |
| 7e | Hayden McCormick | Nouvelle-Zélande | Black Spoke Pro Cycling Academy    | + 2 s           |
| 8e | Omer Goldstein   | Israël           | Israel Start-Up Nation             | + 2 s           |
| 9e | Godfrey Slattery | Australie        | Korda Mentha Real Estate Australia | + 2 s           |
| 10e | Samuel Jenner    | Australie        | Team BridgeLane                    | + 2 s           |

| \| Classement général \| Classement général \| Classement général \| Classement général \| Classement général \| \| Coureur \| Coureur \| Pays \| Équipe \| Temps \| \| ------------------ \| ------------------ \| ------------------ \| ---------------------------------- \| ------------------ \| \| 1er \| Jai Hindley \| Australie \| Team Sunweb \| 9 h 50 min 30 s \| \| 2e \| Damien Howson \| Australie \| Mitchelton-Scott \| + 4 s \| \| 3e \| Sebastian Berwick \| Australie \| \| + 6 s \| \| 4e \| Neilson Powless \| États-Unis \| EF Pro Cycling \| + 23 s \| \| 5e \| Michael Storer \| Australie \| Team Sunweb \| + 47 s \| \| 6e \| Jesse Ewart \| Australie \| Team Sapura Cycling \| + 59 s \| \| 7e \| James Whelan \| Australie \| EF Pro Cycling \| + 1 min 08 s \| \| 8e \| Jay Vine \| Australie \| Nero Continental \| + 1 min 11 s \| \| 9e \| Thomas Lebas \| France \| Kinan Cycling Team \| + 1 min 15 s \| \| 10e \| Rudy Porter \| Australie \| Korda Mentha Real Estate Australia \| + 1 min 39 s \| |                   |            |                                    |                 |
| |                   |            |                                    |                 |
| |                   |            |                                    |                 |
| Classement général |                   |            |                                    |                 |
| Coureur | Coureur           | Pays       | Équipe                             | Temps           |
| 1er | Jai Hindley       | Australie  | Team Sunweb                        | 9 h 50 min 30 s |
| 2e | Damien Howson     | Australie  | Mitchelton-Scott                   | + 4 s           |
| 3e | Sebastian Berwick | Australie  |                                    | + 6 s           |
| 4e | Neilson Powless   | États-Unis | EF Pro Cycling                     | + 23 s          |
| 5e | Michael Storer    | Australie  | Team Sunweb                        | + 47 s          |
| 6e | Jesse Ewart       | Australie  | Team Sapura Cycling                | + 59 s          |
| 7e | James Whelan      | Australie  | EF Pro Cycling                     | + 1 min 08 s    |
| 8e | Jay Vine          | Australie  | Nero Continental                   | + 1 min 11 s    |
| 9e | Thomas Lebas      | France     | Kinan Cycling Team                 | + 1 min 15 s    |
| 10e | Rudy Porter       | Australie  | Korda Mentha Real Estate Australia | + 1 min 39 s    |

### 4eétape
| \| Classement de l'étape \| Classement de l'étape \| Classement de l'étape \| Classement de l'étape \| Classement de l'étape \| \| Coureur \| Coureur \| Pays \| Équipe \| Temps \| \| --------------------- \| --------------------- \| --------------------- \| --------------------- \| --------------------- \| |         |      |        |       |
| |         |      |        |       |
| |         |      |        |       |
| Classement de l'étape |         |      |        |       |
| Coureur | Coureur | Pays | Équipe | Temps |

| \| Classement général \| Classement général \| Classement général \| Classement général \| Classement général \| \| Coureur \| Coureur \| Pays \| Équipe \| Temps \| \| ------------------ \| ------------------ \| ------------------ \| ------------------ \| ------------------ \| |         |      |        |       |
| |         |      |        |       |
| |         |      |        |       |
| Classement général |         |      |        |       |
| Coureur | Coureur | Pays | Équipe | Temps |

### 5eétape
| \| Classement de l'étape \| Classement de l'étape \| Classement de l'étape \| Classement de l'étape \| Classement de l'étape \| \| Coureur \| Coureur \| Pays \| Équipe \| Temps \| \| --------------------- \| --------------------- \| --------------------- \| --------------------- \| --------------------- \| |         |      |        |       |
| |         |      |        |       |
| |         |      |        |       |
| Classement de l'étape |         |      |        |       |
| Coureur | Coureur | Pays | Équipe | Temps |

## Classements finals

### Classement général
| \| Classement général \| Classement général \| Classement général \| Classement général \| Classement général \| \| Coureur \| Coureur \| Pays \| Équipe \| Temps \| \| ------------------ \| ------------------ \| ------------------ \| ------------------ \| ------------------ \| |         |      |        |       |
| |         |      |        |       |
| Source : ProCyclingStats |         |      |        |       |
| Classement général |         |      |        |       |
| Coureur | Coureur | Pays | Équipe | Temps |

### Classements annexes
| Classement de la montagne | Classement de la montagne | Classement de la montagne | Classement de la montagne | Classement de la montagne |
| Coureur                   | Coureur                   | Pays                      | Équipe                    | Points                    |
| ------------------------- | ------------------------- | ------------------------- | ------------------------- | ------------------------- |

| Classement de la montagne | Classement de la montagne | Classement de la montagne | Classement de la montagne | Classement de la montagne |
| Coureur                   | Coureur                   | Pays                      | Équipe                    | Points                    |
| ------------------------- | ------------------------- | ------------------------- | ------------------------- | ------------------------- |

| Classement par points | Classement par points | Classement par points | Classement par points | Classement par points |
| Coureur               | Coureur               | Pays                  | Équipe                | Points                |
| --------------------- | --------------------- | --------------------- | --------------------- | --------------------- |

| Classement par points | Classement par points | Classement par points | Classement par points | Classement par points |
| Coureur               | Coureur               | Pays                  | Équipe                | Points                |
| --------------------- | --------------------- | --------------------- | --------------------- | --------------------- |

| Classement du meilleur jeune | Classement du meilleur jeune | Classement du meilleur jeune | Classement du meilleur jeune | Classement du meilleur jeune |
| Coureur                      | Coureur                      | Pays                         | Équipe                       | Temps                        |
| ---------------------------- | ---------------------------- | ---------------------------- | ---------------------------- | ---------------------------- |

| Classement du meilleur jeune | Classement du meilleur jeune | Classement du meilleur jeune | Classement du meilleur jeune | Classement du meilleur jeune |
| Coureur                      | Coureur                      | Pays                         | Équipe                       | Temps                        |
| ---------------------------- | ---------------------------- | ---------------------------- | ---------------------------- | ---------------------------- |

| Classement par équipes | Classement par équipes | Classement par équipes | Classement par équipes |
| Équipe                 | Équipe                 | Pays                   | Temps                  |
| ---------------------- | ---------------------- | ---------------------- | ---------------------- |

| Classement par équipes | Classement par équipes | Classement par équipes | Classement par équipes |
| Équipe                 | Équipe                 | Pays                   | Temps                  |
| ---------------------- | ---------------------- | ---------------------- | ---------------------- |

## Évolution des classements
| Étape            | Vainqueur        | Classement général | Classement par points | Classement de la montagne | Classement du meilleur jeune | Classement par équipes |
| ---------------- | ---------------- | ------------------ | --------------------- | ------------------------- | ---------------------------- | ---------------------- |
| 1                | Alberto Dainese  | Alberto Dainese    | Alberto Dainese       | non-attribué              | Alberto Dainese              | EF                     |
| 2                | Jai Hindley      | Jai Hindley        | Benjamin Hill         | Jai Hindley               | Sebastian Berwick            | Sunweb                 |
| 3                | Kaden Groves     | Jai Hindley        | Alberto Dainese       | Jai Hindley               | Sebastian Berwick            | Sunweb                 |
| 4                | Jai Hindley      | Jai Hindley        | Benjamin Hill         | Jai Hindley               | Sebastian Berwick            | Sunweb                 |
| 5                | Kaden Groves     | Jai Hindley        | Benjamin Hill         | Jai Hindley               | Sebastian Berwick            | Sunweb                 |
| Classement final | Classement final | Jai Hindley        | Benjamin Hill         | Jai Hindley               | Sebastian Berwick            | Sunweb                 |